# Похід на Гагаузію
Похід на Гагаузію — марш молдовських націоналістів-волонтерів у жовтні 1990 року під керівництвом Мірчі Друка в район компактного проживання гагаузів на півдні Молдови з метою придушення сепаратистських тенденцій Гагаузької Республіки по відокремленню від Республіки Молдова.

## Хід операції
У жовтні 1990 урядом Молдовської РСР був проголошений курс на встановлення власної державності, молдовізацію та зменшення впливу нав'язаної Радянським союзом російської мови у різних галузях  суспільного життя. У Гагаузії, населеній переважно гагаузами, болгарами, українцями та росіянами, були оголошені вибори у Верховну раду Гагаузії.
Прем'єр-міністр Молдови Мірча Друк 25 жовтня з метою зірвати сепаратистські вибори направив у Комрат автобуси з волонтерами в супроводі загонів міліції.
У Гагаузії почалася мобілізація. Озброєні жителі гагаузьких сіл з подачі Москви зібралися чинити опір законній молдовській владі. Населення Придністров'я підтримало гагаузів і 26—27 жовтня на кількох десятках автобусів до Гагаузії були спрямовані «робітничі дружини». Автомобільна колона пройшла територією Одеської області і прибула спочатку до міста Чадир-Лунга. Залишивши там частину повстанців, колона попрямувала до Комрата.
Через дії промосковських сепаратистів над Молдовою нависла загроза громадянської війни. В ніч з 29 на 30 жовтня частина придністровців повернулася додому в обмін на виведення з Комрата частини волонтерів Мірчі Друка. До зони конфлікту були введені радянські війська.